# ري زيال (غرمسار كرمان)
ري زیال (بالفارسية: ری زیال) هي منطقة سكنية تقع في إيران في قسم غرمسار الریفي.